# Георги Мамардашвили
Георги Мамардашвили (груз. გიორგი მამარდაშვილი; Тбилиси, 29. септембар 2000) грузијски је фудбалер и репрезентативац. Тренутно наступа за Валенсију. Игра на позицији голмана.

## Биографија
Мамардашвили је већи део играња у млађим категоријама провео у Динаму из Тбилисија. Након што је потписао професионални уговор са овим клубом, био је позајмљен другим тимовима грузијске лиге на три сезоне. Од 2021. године је прешао у шпанску Валенсију. Брзо се етаблирао као први голман Валенсије.
Са репрезентацијом Грузије изборио први историјски пласман на Европско првенство 2024. године у Немачкој.
Од 2023. године је ожењен са манекенком Еленом Епиташвили.

## Признања
- Голман године у Грузији: 2020.